# (34096) 2000 PC12
2000 PC12 (asteroide 34096) é um corpo celeste do Cinturão de Asteroides, localizado entre Marte e Júpiter. Possui uma excentricidade de 0.10445180 e uma inclinação de 16.99671º.
Este asteroide foi descoberto no dia 1 de agosto de 2000 por LINEAR em Socorro.